# Ingunn Klepsvik
Ingunn Klepsvik (født 1946 i Austevoll) er en norsk lærer, bistandsarbejder og diplomat. Hun er Norges ambassadør i Tanzania.	
Klepsvik er uddannet lærer og har arbejdet i en ungdomsskole i tolv år. I 1971 gik hun ind i Fredskorpset og blev sendt til Kenya. Efter at være vendt tilbage til Norge og lærerjobbet engagerete hun sig også i lokalpolitik og blev kommunestyrerepræsentant for Sosialistisk Venstreparti. 
I 1983 begyndte hun i Norad, hvor hun i 2001 blev regionsdirektør for regionerne Latin-Amerika, Mellemøsten og Balkanhalvøen og fra 2007 til 2008 var hun assisterende direktør. Klepsvik var i en periode også fungerende direktør i Norad. I 1997 blev hun udnævnt til ambassadør ved Norges nye ambassade i Managua i Nicaragua, efter at have været chargé d'affaires der. Året efter blev hun sideakkreditert til Costa Rica og Panama. I 2009 blev Klepsvik udnævnt til ambassadør i Venezuela, men allerede i 2010 kom blev hun udnævnt til ambassadør i Tanzania med sideakkreditering til Seychellerne året efter.
Kongen udnævnte i 2009 Klepsvik til kommandør af Den Kongelige Norske Fortjenstorden for embedsfortjeneste.
Ingunn Klepsviks broder er Karsten Klepsvik, som også er en norsk diplomat.